# Pablo Giménez
Pablo Júnior Giménez (Juan de Mena, 29 de junho de 1981) é um futebolista profissional paraguaio , medalhista olímpico de prata.